# Temporada 2005 del Campeonato del Mundo de Motociclismo
La temporada 2005 fue la 57.º edición del Campeonato del mundo de motociclismo.

## Resumen de la temporada
La temporada 2005 empezó el 10 de abril en Jerez y terminó el 6 de noviembre en el Valencia. Hubo 17 Grandes premios en la categoría MotoGP, y 16 para las categorías de 250cc y 125cc.
El campeonato de MotoGP lo ganó Valentino Rossi con una Yamaha, en 250cc el título fue para Daniel Pedrosa con la Honda y el título de 125cc fue para Thomas Lüthi con una Honda.
Fue una temporada que se caracterizó por una serie de carreras dramáticas que incluía 4 bajo lluvia en Portugal, China, Francia y Gran Bretaña. También se vio el dominio de Valentino Rossi con 16 podios en 17 carreras y 11 victorias, batiendo a Marco Melandri por 147 puntos. En 125cc, Thomas Lüthi ganó el Campeonato en el último momento, cuando Gábor Talmácsi adelantó a Mika Kallio en la última curva en el Gran Premio de Catar, lo que provocó que Lüthi acabara primero y Kallio segundo.

## Grandes Premios
| #  | Fecha            | Carrera                                | Localización   | Ganador 125cc                              | Ganador 250cc                              | Ganador MotoGP  |
| -- | ---------------- | -------------------------------------- | -------------- | ------------------------------------------ | ------------------------------------------ | --------------- |
| 1  | 10 de abril      | Gran Premio de España                  | Jerez          | Marco Simoncelli                           | Dani Pedrosa                               | Valentino Rossi |
| 2  | 17 de abril      | Gran Premio de Portugal                | Estoril        | Mika Kallio                                | Casey Stoner                               | Alex Barros     |
| 3  | 1 de mayo        | Gran Premio de China                   | Shanghái       | Mattia Pasini                              | Casey Stoner                               | Valentino Rossi |
| 4  | 15 de mayo       | Gran Premio de Francia                 | Le Mans        | Thomas Lüthi                               | Dani Pedrosa                               | Valentino Rossi |
| 5  | 5 de junio       | Gran Premio de Italia                  | Mugello        | Gábor Talmácsi                             | Dani Pedrosa                               | Valentino Rossi |
| 6  | 12 de junio      | Gran Premio de Cataluña                | Cataluña       | Mattia Pasini                              | Dani Pedrosa                               | Valentino Rossi |
| 7  | 25 de junio      | Gran Premio de los Países Bajos        | Assen          | Gábor Talmácsi                             | Sebastián Porto                            | Valentino Rossi |
| 8  | 10 de julio      | Gran Premio de Estados Unidos          | Laguna Seca    | No se disputaron carreras de 125cc y 250cc | No se disputaron carreras de 125cc y 250cc | Nicky Hayden    |
| 9  | 24 de julio      | Gran Premio de Gran Bretaña            | Donington Park | Julián Simón                               | Randy de Puniet                            | Valentino Rossi |
| 10 | 31 de julio      | Gran Premio de Alemania                | Sachsenring    | Mika Kallio                                | Dani Pedrosa                               | Valentino Rossi |
| 11 | 20 de agosto     | Gran Premio de la República Checa      | Brno           | Thomas Lüthi                               | Dani Pedrosa                               | Valentino Rossi |
| 12 | 18 de septiembre | Gran Premio de Japón                   | Motegi         | Mika Kallio                                | Hiroshi Aoyama                             | Loris Capirossi |
| 13 | 25 de septiembre | Gran Premio de Malasia de Motociclismo | Sepang         | Thomas Lüthi                               | Casey Stoner                               | Loris Capirossi |
| 14 | 1 de octubre     | Gran Premio de Catar                   | Losail         | Gábor Talmácsi                             | Casey Stoner                               | Valentino Rossi |
| 15 | 16 de octubre    | Gran Premio de Australia               | Philip Island  | Thomas Lüthi                               | Dani Pedrosa                               | Valentino Rossi |
| 16 | 23 de octubre    | Gran Premio de Turquía                 | Estambul       | Mike Di Meglio                             | Casey Stoner                               | Marco Melandri  |
| 17 | 6 de noviembre   | Gran Premio de la Comunidad Valenciana | Valencia       | Mika Kallio                                | Dani Pedrosa                               | Marco Melandri  |

## Estadísticas de los Pilotos
Sistema de puntuación
Los puntos se reparten entre los quince primeros clasificados en acabar la carrera. 
Sistema de puntuación de 1993 hasta 2022:
| Posición | 1.º | 2.º | 3.º | 4.º | 5.º | 6.º | 7.º | 8.º | 9.º | 10.º | 11.º | 12.º | 13.º | 14.º | 15.º |
| Puntos   | 25  | 20  | 16  | 13  | 11  | 10  | 9   | 8   | 7   | 6    | 5    | 4    | 3    | 2    | 1    |

- Grandes premios marcados en fondo azul fueron corridos en condiciones de lluvia.